# 와타나베 모토쓰나
와타나베 모토쓰나(일본어: 渡辺基綱, 1665년 ~ 1728년 8월 24일)는 에도 시대 전기부터 중기까지의 다이묘이다. 무사시 노모토 번 제3대 번주, 이즈미 오바데라 번주, 동국 하카타 번 초대 번주를 지냈다. 하카타 번 와타나베가(伯太藩渡辺家) 제3대 당주.
오와리번 중신 와타나베 도조 나가쓰나(오와리 번 가로 와타나베 시게쓰나의 7남)의 아들로 태어나 후에 노모토 번주 와타나베 마사쓰나의 양자로 입적하게 된다.
| 전임 와타나베 마사쓰나 | 제3대 노모토 번 번주 (야마구치가) 1680년 ~ 1698년 | 후임 이즈미 오바데라로 진야 이전 및 폐번 |

|  | 오바데라 번 번주 (야마구치가) 1698년 ~ 1727년 | 후임 하카타로 진야 이전 |

|  | 제1대 하카타 번 번주 (야마구치가) 1727년 ~ 1728년 | 후임 와타나베 노리쓰나 |